# Steve Smith
För andra betydelser, se Steve Smith (olika betydelser).
Steve Smith, född den 29 mars 1973 i Liverpool, är en brittisk före detta friidrottare som tävlade i höjdhopp under 1990-talet.
Smiths genombrott kom när 1992 blev världsmästare för juniorer i höjdhopp med ett hopp på 2,37. Under 1993 blev han bronsmedaljör vid både inomhus-VM i Toronto och utomhus-VM i Stuttgart, båda gångerna hoppade han 2,37.
Han blev silvermedaljör vid EM 1994 i Helsingfors. Han deltog vid VM i Göteborg 1995 och slutade då på en fjärde plats efter att ha klarat 2,35. Samma höjd klarade han vid Olympiska sommarspelen 1996 vilket då räckte till en bronsmedalj.
Vid både VM 1997 och VM 1999 blev han utslagen i kvalet efter att ha klarat bara 2,26.